# Bom Progresso
Bom Progresso är en kommun i Brasilien.   Den ligger i delstaten Rio Grande do Sul, i den södra delen av landet, 1 400 km söder om huvudstaden Brasília. Antalet invånare är 2 328.
Omgivningarna runt Bom Progresso är en mosaik av jordbruksmark och naturlig växtlighet. Runt Bom Progresso är det ganska glesbefolkat, med 28 invånare per kvadratkilometer.